# Hoplitis mucida
Hoplitis mucida är en biart som först beskrevs av Dours 1873.  Hoplitis mucida ingår i släktet gnagbin, och familjen buksamlarbin.

## Underarter
Arten delas in i följande underarter:
- H. m. mucida
- H. m. stecki